# Salim Rubai Ali
Salim Rubayyi Ali (Salmin) ou Salim Rubai Ali  (1935–1978) (em árabe: ("سالم ربيع علي "سالمين ) foi chefe de Estado da República Democrática Popular do Iêmen (Iêmen do Sul) de 22 de junho de 1969 até a sua rendição e execução por fuzilamento em 26 de junho de 1978. Rubayyi liderou a ala esquerda da Frente Nacional para a Libertação do Iêmen do Sul que forçou os britânicos a retirada do sul da Arábia em 29 de novembro de 1967. Ele manteve o título de Presidente do Conselho Presidencial em todo o seu mandato, assim como a Frente Nacional alterou o nome do país de República Popular do Iêmen para República Popular Democrática do Iêmen, em 1970.
Salim foi acusado de estar por trás do assassinato do presidente do Iêmen do Norte, Ahmad al-Ghashmi. Além disso, suas boas relações com as nações ocidentais, levaram os comunistas linha-dura a organizarem um golpe de Estado em 1978, que resultou na sua morte.
Rubayyi nomeou Muhammad Ali Haitham como seu primeiro-ministro, quando ele se tornou presidente. Haitham serviu até agosto de 1971, quando foi substituído por Ali Nasir Muhammad.